# Xylinissa bucephalina
Xylinissa bucephalina är en fjärilsart som beskrevs av Paul Mabille 1885. Xylinissa bucephalina ingår i släktet Xylinissa och familjen nattflyn. Inga underarter finns listade i Catalogue of Life.